# LB M 1
Langelandsbanen (LB), eine dänische Privatbahn auf Langeland, beschaffte für den Betrieb auf ihren 1911 eröffneten Strecken Rudkøbing–Bagenkop und Skrøbelev–Spodsbjerg drei Tenderlokomotiven LB 1–3 sowie den Dampftriebwagen LB M 1.

## Geschichte
Der Triebwagen wurde mit der Fabriknummer 8 von der Aktiebolaget Arlöfs Mekaniska Verkstad & Waggonfabrik in Arlöv in Schweden gebaut und etwas irreführend als Dänemarks erster Motorwagen (dänisch Danmarks første motorvogn) bezeichnet. Der Kaufpreis betrug 26.945 Kronen. Der Wagen kam am 5. Juli 1911 mit der Dampffähre Marie zusammen mit fünf Sitzwagen nach Rudkøbing.

## Technische Einrichtung
Der von der französischen Firma Purrey in Bordeaux entworfene und gefertigte Dampfkessel und die Antriebsmaschine sowie Wasser und Kohlenvorrat wurden im Maschinenteil auf der einen Seite des Fahrzeuges untergebracht. Unter dem Maschinenteil hatte das Fahrzeug ein Drehgestell, während das andere Ende auf einer Einzelachse ruhte. Alle drei Achsen hatten Radsatzlager mit Rollenlager.
Der Wasserrohrkessel mit Überhitzer hatte den ungewöhnlich hohen Dampfdruck von 24 kg/cm². Für den Antrieb sorgten zwei Zwei-Zylinder-Verbund-Dampfmaschinen mit je einem Hoch- und einem Niederdruck-Zylinder. Die Maschinen trieben die vordere Achse unter dem Maschinenteil mit einem Kettengetriebe über eine Blindwelle an. Das Speisewasser für den Kessel wurde mit einer mit einem Schwimmer regulierten Hochdruckpumpe zugeführt, die Kohlenzuführung erfolgte mit einem mechanischen Schüttelrost.
Der drei Meter breite und etwa zehn Meter lange Kofferaufbau hatte über dem Maschinendrehgestell einen großen Führer- und Maschinenraum, während sich auf der anderen Seite des Wagens ein kleiner Raum für den Zugführer und ein Batterieraum befand. Im etwa fünf Meter langen Fahrgastraum war Platz für entweder 30 Holzsitze für die Fahrgäste oder für fünf Tonnen Fracht. Zusätzlich zu den schmalen Pendeltüren an den beiden Enden des Fahrgastraumes war der Zugang durch zwei große Schiebetüren an den Seiten möglich. Am hinteren Wagenende gab es eine geschlossene Plattform mit Seitentüren sowie eine Mitteltür zu einer Übergangsbrücke. Der Wagen konnte nur mit dem Motorende voraus laufen und musste an den Endstationen gedreht werden.
Der Triebwagen konnte von einer Person bedient und gefahren werden und war in der Lage, eine Anhängelast von 35 Tonnen zu ziehen.

## Umbauten
Von Beginn an gab Schwierigkeiten mit Kessel und Maschine und besonders mit der Speisewasserpumpe, denn war es schwierig, den relativ hohen Dampfdruck zu halten.
Der Triebwagen wurde deshalb im September 1914 außer Dienst gestellt, und die Gesellschaft war gezwungen, eine normale 1' B-Dampflok von Nydqvist och Holm mit der Nummer LB 4 als Ersatz zu beschaffen. Der dann abgestellte Dampftriebwagen wurde 1916 nach nur 42.264 Kilometern Laufleistung ausgemustert. Im letzten Betriebsjahr hatte er nur 2464 Kilometer zurückgelegt.
Der Wagen wurde jedoch nicht verschrottet, sondern 1918 in der eigenen Werkstatt in einen Gepäckwagen umgebaut, der die Nummer LB E 43 erhielt. Der 8,37 m lange und 9,7 Tonnen fassende Wagen erhielt eine Schraubenbremse. 1933 erfolgte ein erneuter Umbau zum Güterwagen. Das Fahrzeug, das auf der Nyborg–Ringe–Faaborg Banen auf der Insel Fünen eingesetzt wurde, erhielt die Nummer LB IC 254. 1954 wurde der Wagen in Rudkøbing verschrottet.